# توماس بارتي
توماس تيي بارتي (بالإنجليزية: Thomas Teye Partey) (المولود في 13 يونيو 1993 كروبو أودوماس في غانا) لاعب كرة قدم غاني يلعب حاليًا مع نادي أرسنال الإنجليزي في مركز الإرتكاز الدفاعي. منذ 2020 بعد خمس سنوات قضاها مع فريق أتلتيكو مدريد منذ عام 2015 إلى عام 2020 حينها تعاقد نادي أرسنال معه مقابل قيمة فسخ عقده 50 مليون يورو ( 45 مليون جنيه إسترليني ) في آخر لحظات سوق الانتقالات 2020. اعتنق اللاعب الغاني الإسلام، وأعلن إسلامه في أحد مكاتب المأذون الشرعي في العاصمة الإنجليزية لندن، و قال في حوار لصحفية غانية أنه غير إسمه إلى يعقوبو بعد دخوله الإسلام و صدق متابعوه تغيير إسمه ، لكن بعد ذلك على تويتر ذكر أنها مجرد نكتة فقط مع الصحفية و أنه لا يزال على إسم ولادته توماس. ظهر مؤخرا وهو يرسم اشارة الصليب قبل دخوله مباراة الارسنال و شيفيلد يونايتد ما يعني انه بالحقيقة لم يعانق الإسلام او ارتد عنه

## المسيرة الاحترافية
الإنتقال من مسقط رأسه إلى إسبانيا في 2012 :
مسيرة بارتي الإحترافية بدأت في 2012 بإنتقاله من بلاده غانا إلى أكاديمية أتلتيكو مدريد بعمر 19 سنة و قضى موسم 2012/13 مع فريق أقل من 19 سنة و الفريق الرديف .
فترة أتلتيكو مدريد الرديف و الإعارات ( 2012-2015 ):
قضى توماس بارتي فترة ما بين 2012 و 2015 مع فريق أتلتيكو مدريد الرديف و لعب في موسم 2012/13 مع الفريق 33 مباراة سجل فيها 4 أهداف.
تخلل تلك الفترة إعارة أولى إلى فريق ريال مايوركا في موسم 2013/14 كان حينها في الدوري الإسباني الدرجة الثانية لعب مع الفريق 38 مباراة سجل 5 أهداف و صنع هدفين و أنهى مع الفريق الموسم في المركز 18 و نجى من الهبوط إلى الدوري الإسباني الدرجة الثالثة .
و أيضا تمت إعارته في موسم 2014/15 إلى نادي ألميريا لعب 32 مباراة سجل خلالها 4 أهداف و هبط مع الفريق إلى الدوري الإسباني الدرجة الثانية بعد إحتلالهم للمركز 19 في الدوري الإسباني.
فترة أتلتيكو مدريد (2015-2020) :
في موسم 2015/16 لعب توماس بارتي أول مباراة رسمية له مع الفريق الأول لأتلتيكو مدريد يوم الأحد 28 نونبر 2015 بعد دخوله كبديل لزميله لوسيانو فييتو في مباراة ضد إسبانيول في الدوري انتهت بفوز أتلتيكو مدريد بهدف نظيف و لعب حينها 33 دقيقة ، و أنهى الموسم بالمشاركة في 23 مباراة سجل خلالها 3 أهداف و صنع هدف وحيد و حصل على وصافة نهائي دوري أبطال أوروبا 2016 أمام ريال مدريد بعد التعادل بنتيجة 1/1 في الوقت الرسمي و الإضافي و الخسارة بضربات الترجيح بنتيجة 5-3 .
قضى توماس بارتي فترة 5 سنوات مع أتليتكو مدريد منذ 2015 إلى صيف 2020 لعب خلالها 188 مباراة سجل خلالها 16 هدفا و صنع 12و كانت أفضل فتراته مع الفريق من 2018 إلى 2020 حيث إنتزع الأساسية و حقق خلالها لقبي الدوري الأوروبي 2017–18 أمام مارسيليا و كأس السوبر الأوروبي 2018 أمام ريال مدريد و وصافة كأس السوبر الإسباني 2019–20 أمام نفس الفريق بضربات الترجيح بنتيجة 4-1 ضيع خلالها بارتي ركلته.
فترة نادي أرسنال (2020 - إلى الآن) :
في السادس من أكتوبر سنة 2020 أعلن نادي أرسنال الإنجليزي تعاقده مع اللاعب الغاني بعد دفع قيمة الشرط الجزائي في عقده مع أتلتيكو مدريد البالغة 45 مليون جنيه إسترليني في آخر ساعات سوق الانتقالات الصيفي وسط توقعات كبيرة بتألقه و تقديم الإضافة مع الفريق الإنجليزي لكن حينها خيب هو و فريقه آمال مشجعي أرسنال حيث أنه أنهى الموسم ( 2020/21 ) بالمشاركة في 33 مباراة لم يسجل فيها أي هدف على غير عادته و صنع فقط 3 أهداف و غاب عن كثير من المباريات بسبب الإصابات و أنهى فريق أرسنال موسم الدوري الانجليزي في المركز الثامن حينها دون ضمان أي مقعد في البطولات الأوروبية بالإضافة إلى الخروج من الدور النصف النهائي في بطولة الدوري الأوروبي 2020–21 من أمام فياريال بطل تلك النسخة.
لكن مع بداية من موسم 2021/22 و إلى الآن قدم بارتي أداء رائعا رفقة زملائه في منتصف الملعب أرسنال غرانيت تشاكا و قائد الفريق مارتين أوديغارد و ذلك بفضل أسلوب لعب مدربهم ميكل أرتيتا المميز الذي نهض بالفريق من المعاناة في التأهل إلى بطولة دوري أبطال أوروبا إلى التنافس على لقب الدوري الإنجليزي الممتاز و بارتي له دور كبير في هذا الأمر من خلال تميزه في قطع خطوط تمرير الخصوم و سرعة إسترجاعه للكرة و قوته البدنية و دقة تمريراته إلى الأمام و الزيادة العددية في منطقة جزاء الخصوم مما جعله ركيزة أساسية لا تمس في تشكيلة المدفعجية ، و إلى هاته اللحظة هو متصدر الدوري الإنجليزي رفقة فريقه و سجل في هذا الموسم 3 أهداف واحد منها في ديربي شمال لندن أمام توتنهام هوتسبير و هدفين كل واحد منهما أمام نوتينغهام فورست وبورنموث.
رفقة النادي الإنجليزي لعب توماس بارتي 91 مباراة في جميع المسابقات سجل خلالها 5 أهداف و صنع 4 أهداف لم يحقق من خلالها إلى الآن أي لقب .

## الألقاب

### مع الأندية
أتلتيكو مدريد
- وصيف دوري أبطال أوروبا 2015–16
- بطل الدوري الأوروبي 2017–18
- بطل كأس السوبر الأوروبي 2018
- وصيف كأس السوبر الإسباني 2019–20

## روابط خارجية
- توماس بارتي على موقع الاتحاد الأوربي (الإنجليزية)
- توماس بارتي على موقع إي إس بي إن إف سي (الإنجليزية)
- توماس بارتي على موقع قاعدة بيانات كرة القدم.إي يو (الإنجليزية)
- توماس بارتي على موقع ليكيب (الفرنسية)
- توماس بارتي على موقع ناشيونال فوتبول تيمز (الإنجليزية)
- توماس بارتي على موقع Soccerbase.com (لاعب) (الإنجليزية)
- توماس بارتي على موقع Soccerway.com (الإنجليزية)
- توماس بارتي على موقع عالم كرة القدم.نت (الإنجليزية)
- توماس بارتي على موقع AS.com (الإسبانية)
- توماس بارتي على موقع AS.com (الإسبانية)